# Bataille d'Uji (1221)
Pour les articles homonymes, voir Bataille d'Uji.
Révolte de Jōkyū
Batailles
Troisième bataille d'Uji
La troisième bataille d'Uji est l'affrontement principal de la révolte de Jōkyū. Elle doit son nom au fait qu'elle est la troisième en moins de cinquante ans à se dérouler dans ce petit village de la périphérie de Kyōto, les deux précédents ayant eu lieu en 1180 et 1184 durant la guerre de Gempei.
Durant cette bataille, les forces du Bakufu conduites par le shikken Hōjō Yoshitoki tentent d'entrer dans Kyōto pour écraser l'empereur retiré Go-Toba, utilisant Uji et Seta comme points de passage.
Les forces impériales, épaulées par des sōhei du mont Hiei, tentent une résistance finale au pont d'Uji, à l'entrée de Kyōto, le défendant contre les armées du shogun. Les forces du Bakufu attaquent tout le long de la rivière d'Uji à Seta, et les forcent impériales tiennent fermement durant des heures. Cependant, la cavalerie de Hōjō Yasutoki (le fils de Yoshitoki) finit par briser les lignes impériales, dispersant les derniers défenseurs, et ouvrant la voie vers la ville pour le reste des forces shogunales.
Comme lors des deux précédents combats à cet endroit, cette bataille montre que le pont sur la rivière Uji-gawa est une porte d'entrée tactique pour Kyōto, très facilement défendable, mais, comme précédemment, pas suffisamment, les attaquants finissant par traverser la rivière et vaincre leurs ennemis.

## Source de la traduction
- (en) Cet article est partiellement ou en totalité issu de l’article de Wikipédia en anglais intitulé « Battle of Uji (1221) » (voir la liste des auteurs).
  - (en) George Sansom, A History of Japan to 1334, Stanford (Californie), Stanford University Press, 1958 (ISBN 0-8047-0522-4)